# Karl Wünsch
Karl Wünsch (* 4. März 1793 in Frankfurt (Oder); † 29. April 1837 in Berlin) war ein deutscher Jurist.  

## Leben
Karl Wünsch wurde als Sohn des Christian Ernst Wünsch, dem späteren Rektor der Universität Frankfurt (Oder), geboren.
Nach dem Besuch des Gymnasiums in Frankfurt (Oder) ging er 1810 an die dortige Universität und schrieb sich zum Studium der Rechtswissenschaften ein. 1811 wechselte er bereits an die neugegründete Universität Berlin.
Nach Beendigung des Studiums wurde er 1813 Auskultator in Frankfurt (Oder), 1816 Referendar am Kammergericht in Berlin und dort dann auch 1819 Assessor. 1822 wurde er zum Oberlandesgerichtsrat in Naumburg ernannt und 1825 in diesem Amt nach Frankfurt am Main versetzt. Während der Reise dorthin befand er sich auf der Durchreise in Berlin, als er den Ruf erhielt, an der Kommission zur Revision der Gesetzgebung teilzunehmen, so dass er in Berlin blieb. 1828 trat er als Hilfsarbeiter beim Geheimen Obertribunalgericht ein und war für das Eherecht und die Gesindeordnung zuständig.
Nachdem er zum Kammergerichtsrat beim Kammergericht bestellt worden war, unternahm er aus gesundheitlichen Gründen eine Reise nach Italien, allerdings verband er die Reise auch mit seinem Interesse an klassischer Literatur und Kunst sowie für alte Kirchenmusik. Trotz des milden Klimas trat er nach vierzehn Monaten wenig geheilt die Heimreise an und begann in seinem neuen Wirkungskreis zu arbeiten.
1835 wurde er Vorsitzender der Kommission des Oberappellationssenats für das mündliche Verfahren.
In seinen letzten Lebensjahren widmete er sich der Astronomie und auf seiner letzten Reise besuchte er mehrere Sternwarten, so brachte er aus München ein Fraunhofer-Objektiv mit. Auch musikalisch war er sehr interessiert und er verbrachte seine Freizeit im Kreis kunstliebender Freunde und hörte Georg Friedrich Händel, Christoph Willibald Gluck, Wolfgang Amadeus Mozart und Luigi Cherubini; noch an seinem Todestag sang ihm ein Freund unter Klavierbegleitung eine Arie aus Glucks Iphigénie en Tauride vor.
Literarisch betätigte er sich durch eine Übersetzung des Sophokleischen Philoktet, hierbei übersetzte er nicht buchstäblich, sondern dem dichterischen Sinn nach und färbte die Übersetzung in der Art von Goethschen Dramen ein.
Am 31. März 1821 heiratete er Caroline Luise, eine Tochter des in Düsseldorf verstorbenen Stallmeisters August Raabe, die Ehe blieb kinderlos.

## Schriften
- Sophokles: Philoktet. Berlin 1830.